# La vida mancha
La vida mancha és una pel·lícula espanyola del gènere dramàtic de 2003 dirigida per Enrique Urbizu i protagonitzada per José Coronado, Zay Nuba i Juan Sanz. La pel·lícula conta la història del retorn a Espanya de Pedro, un enigmàtic home de negocis que ha passat els últims anys vivint a Anglaterra i decideix tornar a Espanya on es retroba amb el seu germà Fito, casat, amb un fill i que té problemes amb el joc.

## Sinopsi
Fito viu amb la seva esposa Juana i el seu fill Jon en un barri dels afores de Madrid. És camioner i, a més, té un deute amb el banc i un problema amb el joc. A esquena de la seva esposa, perd diners jugant a les cartes en una timba il·legal del barri. Un dia, el seu germà Pedro, al qual no veu des de fa anys, torna a Espanya i decideix visitar-li. Aquesta visita pertorbarà i canviarà la vida de tots els membres de la família i els deixarà una taca indeleble i una marca al cor.

## Producció
La pel·lícula és la segona col·laboració consecutiva entre el director bilbaí i el guionista Michel Gaztambide, després de l'èxit de crítica i taquilla de La caja 507. El guió neix de "Los López" una història elaborada prèviament per Gaztambide. Per l'elenc principal, Urbizu va optar per repetir amb José Coronado com Pedro, l'home callat, seriós i elegant que ha passat anys fora d'Espanya. Per al paper de Fito i Juana respectivament es van utilitzar actors menys recognoscibles per al públic.
Urbizu també va repetir amb Carles Gusi Poquet per a la direcció de fotografia i Mario de Benito per a la banda sonora original. La pel·lícula es desenvolupa íntegrament en un barri dels afores de Madrid.

## Recepció
Malgrat de tenir bon acolliment per part de la crítica, la pel·lícula no va respondre positivament en taquilla, després de l'èxit un any anterior de La caja 507. Carlos Boyero va fer una crítica molt positiva del llargmetratge en el diari El Mundo, a més de referir-se a ella anys més tard a propòsit de l'estrena de No habrá paz para los malvados: «La vida mancha és una de les pel·lícules que més m'han colpejat i commogut en un molts anys, un retrat profund, desesperat, líric, bast i emotiu sobre el fracàs de la segona oportunitat, l'obligada i punyent renúncia a la felicitat, la fraternitat, els dilemes morals».
La revista Fotogramas també va fer una crítica positiva de la pel·lícula: «És un film bell, elegant, concís i molt trist, poblat per perdedors de diferents espècies, comptat des de la comprensió i la tendresa, un passeig per l'àrid paisatge de la incertesa […] es tracta d'una pel·lícula simbòlica, gairebé surreal, protagonitzada per un aventurer de sospitosos comportaments, un tipus silenciós que ve del Cel i es va pel Cel, silenciós com Eastwood a El genet pàl·lid, perillós com Joseph Cotten a Shadow of a Doubt, turbador com Terence Stamp a Teorema».

## Premis
La pel·lícula va obtenir nou nominacions en diverses categories del Festival de Màlaga, els Premis Turia, el Cercle d'Escriptors Cinematogràfics, el Festival del Cinema Espanyol de Nantes i els Premis Goya. Va aconseguir el premi especial del jurat, el de millor actriu i actor revelació dels Premis Túria.
Premis Goya
- Millor actor revelació (Juan Sanz)
- Millor so (Licio Marcos)

Festival de Màlaga
- Biznaga d'Or (Enrique Urbizu)

Premis Turia
- Premi Especial del Jurat (Enrique Urbizu)
- Millor actriu revelació (Zay Nuba)
- Millor actor revelació (Juan Sanz)

Cercle d'Escriptors Cinematogràfics
El film va ser candidat a sis medalles del Cercle d'Escriptors Cinematogràfics, si bé no va aconseguir cap d'elles::
- Millor pel·lícula
- Millor director (Enrique Urbizu)
- Millor actor (José Coronado)
- Millor actor de repartiment (Juan Sanz)
- Millor guió original (Enrique Urbizu i Michel Gaztambide)
- Millor actriu revelació (Zay Nuba)

Festival de Cinema Espanyol de Nantes
- Premi Jules Verne (Enrique Urbizu)